# Джо Бембрік
Джозеф Гарднер Абсолом Бембрік або Джо Бембрік (англ. Joseph Gardiner Absolom Bambrick; 3 листопада 1905, Белфаст, Ірландія — 13 жовтня 1983, Белфаст, Північна Ірландія) — північноірландський футболіст, центральний нападник. Рекордсмен серед британських футболістів за кількістю голів в одному міжнародному матчі (6). Посідає четверте місце в світовому футболу за середньою результативністю.

## Спортивна кар'єра
У сезоні 1926/1927 захищав кольори «Гленторана», а наступні вісім — «Лінфілда». Чотири рази ставав найкращим бомбардиром ліги. В чемпіонаті 1929/1930 відзначився 50 забитими мячами (це досягнення було поліпшене через рік Фредом Робертсом — 55 голів). Всього за Лінфілд забив понад 500 голів, у тому числі в чемпіонаті — 286 у 183 іграх (середня результативність — 1,56 за матч).
1934 року перейшов до «Челсі» за 3000 фунтів стерлінгів. 24 грудня дебютував за лондонський клуб у матчі проти «Астон Вілли». 12 жовтня 1935 року відзначився забитим м'ячем у матчі з «Арсеналом». Гра завершилася внічию, а за подіями на стадіоні «Стемфорд Бридж» спостерігала рекордна кількість вболівальників (82 905). Повноцінним гравцем основи був протягом перших двох сезонів, а потім керівництво більше ігрового часу надавало Джорджу Міллсу. Всього за столичну команду забив 38 голів у 66 іграх, у тому числі зробив по два покери і хет-трики. В останньому довоєнному сезоні грав за «Волсолл», команду другого дивізіону. Потім повернувся до Белфаста як тренер. За «Лінфілд» останнім голом відзначився у 1943 році.
Всього в елітних дивізіонах Англії і Північної Ірландії забив 348 голів у 264 іграх. За середньою результативністю посідає четверте місце у світовому футболі (1,31 за матч). Кращі показники мають португалець Фернанду Пейротеу, чех Йозеф Біцан і угорець Імре Шлоссер.
У національній збірній дебютував 22 жовтня 1928 року проти англійців. Наприкінці першого тайму зрівняв рахунок, але у другому суперники здобули перевагу завдяки голу Діксі Діна. 1 лютого 1930 забив шість голів у ворота збірної Уельсу, що є рекордним показником серед британських футболістів. Всього в домашньому чемпіонаті Великої Британії провів 11 матчів (12 голів). Серед північноірландських футболістів 20-го століття кращі показники мають лише двоє: Біллі Гіллеспі і Колін Кларк — по 13 голів. Також виступав у складі збірної північноірландської ліги проти тотожних команд з Англії, Шотландії і Ірландії (12 матчів, 9 голів).

## Досягнення
- Чемпіон Північної Ірландії (4): 1930, 1932, 1934, 1935
- Володар кубка Північної Ірландії (2): 1930, 1934
- Володар кубка Белфаста (1): 1929
- Володар Золотого кубка (2): 1928, 1929
- Володар кубка графства Антрім (6): 1928, 1929, 1930, 1932, 1933, 1934

## Статистика
| Сезон               | Клуб                | Чемпіонат           | Чемпіонат | Чемпіонат | Кубок | Кубок | Інші турніри | Інші турніри | Збірні | Збірні | Всього | Всього |
| Сезон               | Клуб                | Ліга                | І         | Г         | І     | Г     | І            | Г            | І      | Г      | І      | Г      |
| ------------------- | ------------------- | ------------------- | --------- | --------- | ----- | ----- | ------------ | ------------ | ------ | ------ | ------ | ------ |
| 1926-27             | «Гленторан»         | Д-1                 | 22        | 28        |       |       |              | 16           | 1      | 0      |        | 44     |
| 1927-28             | «Лінфілд»           | Д-1                 | 25        | 36        |       |       |              | 48           | 1      | 0      |        | 84     |
| 1928-29             | «Лінфілд»           | Д-1                 | 25        | 43        |       |       |              | 32           | 5      | 3      |        | 78     |
| 1929-30             | «Лінфілд»           | Д-1                 | 26        | 50        |       |       |              | 35           | 6      | 11     |        | 96     |
| 1930-31             | «Лінфілд»           | Д-1                 | 14        | 20        |       |       |              | 13           | 2      | 2      |        | 35     |
| 1931-32             | «Лінфілд»           | Д-1                 | 25        | 33        |       |       |              | 33           | 3      | 2      |        | 68     |
| 1932-33             | «Лінфілд»           | Д-1                 | 25        | 40        |       |       |              | 34           | 2      | 1      |        | 75     |
| 1933-34             | «Лінфілд»           | Д-1                 | 24        | 35        |       |       |              | 38           | 0      | 0      |        | 73     |
| 1934-35             | «Лінфілд»           | Д-1                 | 19        | 29        |       |       |              | 1            | 0      | 0      |        | 30     |
| Всього за «Лінфілд» | Всього за «Лінфілд» | Всього за «Лінфілд» | 183       | 286       |       |       |              |              |        |        |        |        |
| 1934-35             | «Челсі»             | Д-1                 | 21        | 16        | 2     | 0     |              | 1            | 1      | 1      |        | 18     |
| 1935-36             | «Челсі»             | Д-1                 | 25        | 15        | 5     | 4     |              | 0            | 2      | 0      |        | 19     |
| 1936-37             | «Челсі»             | Д-1                 | 10        | 2         |       |       |              |              | 0      | 0      |        | 2      |
| 1937-38             | «Челсі»             | Д-1                 | 3         | 1         |       |       |              | 1            | 1      | 1      |        | 3      |
| Всього за «Челсі»   | Всього за «Челсі»   | Всього за «Челсі»   | 59        | 34        |       |       |              |              |        |        |        |        |
| 1938-39             | «Волсолл»           | Д-2                 | 35        | 15        |       |       |              | 5            | 0      | 0      |        |        |
| 1942-43             | «Лінфілд»           | Д-1                 | 0         | 0         |       |       |              | 2            | 0      | 0      |        | 2      |

Виступи за збірну в чемпіонаті Великої Британії:
| №  | Дата              | Місце проведення | Суперник  | Результат | Голи              | Чемпіонат Великої Британії |
| -- | ----------------- | ---------------- | --------- | --------- | ----------------- | -------------------------- |
| 1  | 22 жовтня 1928    | Ліверпуль        | Англія    | 1–2       | 1 (Джек Гакінг)   | 41-й турнір                |
| 2  | 2 лютого 1929     | Рексем           | Уельс     | 2–2       |                   |                            |
| 3  | 23 лютого 1929    | Белфаст          | Шотландія | 3–7       | 2 (Джек Гаркнесс) |                            |
| 4  | 19 жовтня 1929    | Белфаст          | Англія    | 0–3       |                   | 42-й турнір                |
| 5  | 1 лютого 1930     | Белфаст          | Уельс     | 7–0       | 6 (Дік Фіннігам)  |                            |
| 6  | 22 лютого 1930    | Глазго           | Шотландія | 3-1       |                   |                            |
| 7  | 5 грудня 1931     | Белфаст          | Уельс     | 4-0       | 1 (Берт Грей)     | 44-й турнір                |
| 8  | 27 березня 1935   | Рексем           | Уельс     | 1-3       | 1 (Джон Г'юз)     | 47-й турнір                |
| 9  | 19 жовтня 1935    | Белфаст          | Англія    | 1–3       |                   | 48-й тупнір                |
| 10 | 13 листопада 1935 | Единбург         | Шотландія | 1-2       |                   |                            |
| 11 | 16 березня 1938   | Белфаст          | Уельс     | 1–0       | 1 (Берт Грей)     | 50-й турнір                |